# Afuega’l Pitu
Der Afuega'l Pitu ist ein Weichkäse aus Kuhmilch, der in den Gemeinden Morcín, Riosa, Santo Adriano, Grado, Salas, Pravia, Tineo, Belmonte de Miranda, Cudillero, Candamo, Las Regueras, Muros de Nalón und Soto del Barco in der autonomen Gemeinschaft Asturien hergestellt wird. Afuega'l Pitu ist seit 2004 eine national geschützte Herkunftsbezeichnung mit dem Zusatz D.O. und seit 2008 eine in der Europäischen Union geschützte Ursprungsbezeichnung.

## Eigenschaften
Der Afuega'l Pitu wird in zwei Formen jeweils mit und ohne Paprikazugabe hergestellt:
- Atroncau blancu in der Form eines Kegelstumpfs oder umgestülpten Blumentopfs, weiß, Gewicht 200 bis 300 Gramm, Durchmesser an der Basis 8–14 cm, Höhe 5-12 cm;
- Atroncau roxu in der Form eines Kegelstumpfs, durch Paprikazugabe orangerot gefärbt;
- Trapu blancu, kürbis- oder birnenförmig mit ausgeprägten Faltenspuren vom umschließenden Tuch, Gewicht 500 bis 600 Gramm;
- Trapu roxu, kürbis- oder birnenförmig, durch Paprikazugabe orangerot gefärbt.[3][4][5]

Weitere Varianten sind die unterschiedlich lange gereiften Käse, jung, mittelalt und alt. Der junge Afuega'l Pitu hat eine weiße, weiche und unregelmäßige Oberfläche. Er hat einen ausgeprägten Milchgeschmack, nicht oder leicht salzig und angenehm säuerlich. Bei zunehmender Reife verfärbt sich die dann leicht feuchte Rinde gelblichbraun und hat Bereiche mit weißem oder blauem Schimmel. Der Geschmack wird würziger und kräftiger. Eine besonders scharfe Variante ist mit geräuchertem Paprika (Pimentón de la Vera) gewürzt und zwei Monate gereift.
Der junge Käse hat einen Feuchtigkeitsgehalt von mindestens 30 %, mindestens 45 % Fett in der Trockenmasse, mindestens 35 % Eiweiß in der Trockenmasse, einen pH-Wert zwischen 4,1 und 5,0, und einen Wasseranteil an der fettfreien Masse von mindestens 70 %.

## Geschichte
Der Afuega’l Pitu gilt als eine der ältesten spanischen Käsesorten. Die ältesten schriftlichen Zeugnisse stammen aus dem 18. Jahrhundert. Seinerzeit wurden mit dem Afuega’l Pitu Steuern bezahlt, in den überlieferten Urkunden wird er quesu de puñu oder Afueg'l Pitu genannt. Der asturische Jurist und romantische Lyriker Félix de Aramburu beschrieb ihn am Ende des 19. Jahrhunderts als den „urtümlichen queso de puñu oder afuega el pitu, der in nahezu allen Gemeinden Asturiens verbreitet ist“. In dem von 1895 bis 1900 in drei Bänden erschienene Werk Asturias (Su historia y monumentos) von Octavio Bellmunt und Fermín Canella wird wiederholt auf den „überall verbreiteten“ Käse hingewiesen, der als „afuega el pitu oder unter anderen Namen“ bekannt sei.
Der Name Afuega’l Pitu kommt aus der asturischen Sprache und bedeutet wörtlich ‚das Huhn erdrosseln‘. Er bezieht sich entweder auf das Zuschnüren des Tuchs (fardela) mit dem Käse, auf seine Textur, die ihn gelegentlich am Gaumen haften lässt und Schwierigkeiten beim Herunterschlucken bereitet, oder auf die traditionelle Verfütterung des Käses an Hühner. In der Literatur und im Internet kursierende weitere Übersetzungen des Namens, wie „die Kehle ertränken“ oder „im Hals kleben bleiben“, sind nicht belegt.
Historisch wurde in den Gemeinden entlang der Flüsse Narcea und Nalón als Afuega'l Pitu Käse mit unterschiedlichen Formen, Reifezeiten und Geschmack bezeichnet. Die Käse wurden aus natürlich gesäuerter Rohmilch gefertigt, bis die spanischen Hygienevorschriften in der zweiten Hälfte des 20. Jahrhunderts die Verwendung pasteurisierter Milch in der Produktion aller Käse vorschrieben, die nicht mindestens 60 Tage reiften. Die Vielfalt dieser Käse ist zugunsten einer einheitlichen Produktionsweise aufgegeben worden, da dies eine Voraussetzung für den Schutz des Namens als Ursprungsbezeichnung war.
Seit 1981 findet in Morcín jährlich eine Leistungsschau der Produzenten des Afuega’l Pitu statt. Aus dieser und weiteren Aktivitäten heraus gewann der Käse zunächst in Asturien und später im übrigen Spanien und bei Käsefreunden der ganzen Welt Liebhaber. Die Gemeinden, in denen der Afuega'l Pitu hergestellt wird, liegen an den Ufern der Flüsse Narcea und Nalón sowie in der Sierra del Aramo. In diesem Herkunftsgebiet finden alle Stufen der Käseherstellung statt, einschließlich der Reifung. Auch die verwendete Milch muss aus diesem Gebiet stammen.
2013 waren nur zwei Bauernhöfe und neun Käsereien als Hersteller registriert. Es wurden mehr als 110 Tonnen produziert, die überwiegend auf dem nationalen Markt abgesetzt wurden. 2014 wurden 1.062 Millionen Liter Milch zu 137 Tonnen Afuega'l Pitu verarbeitet.

## Herstellung

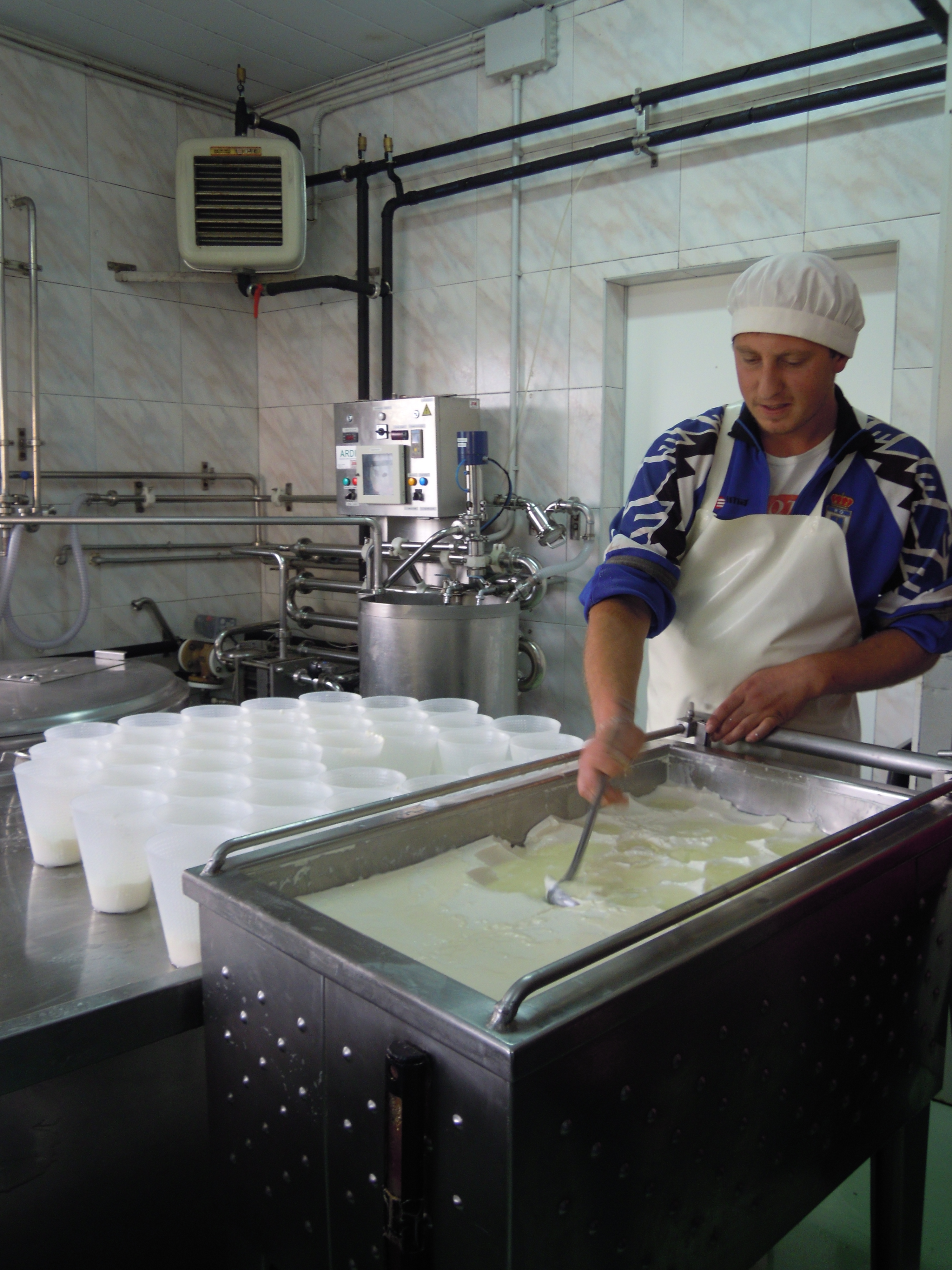
Zerteilen des Käsebruchs

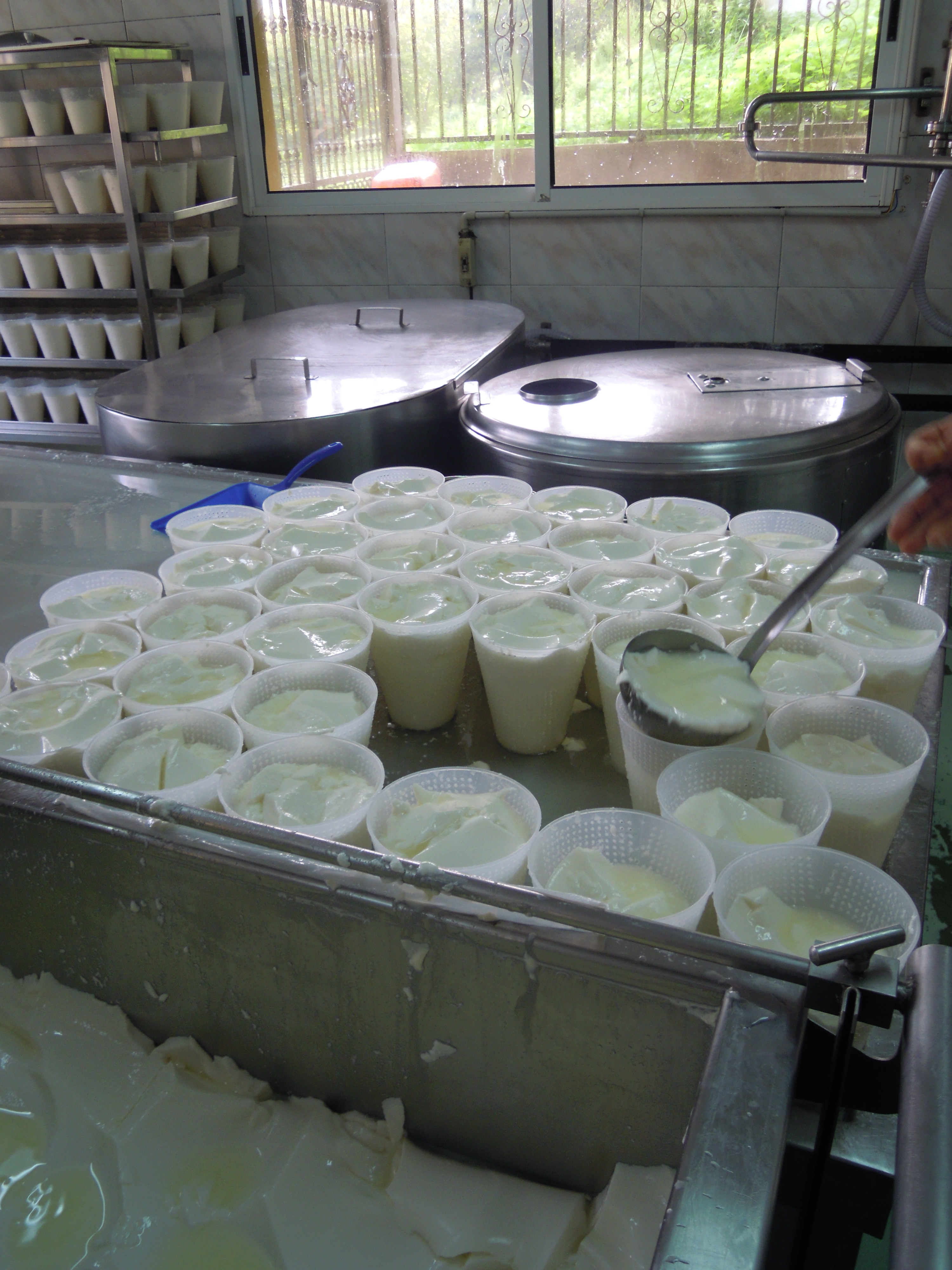
Befüllen der konischen Käseformen

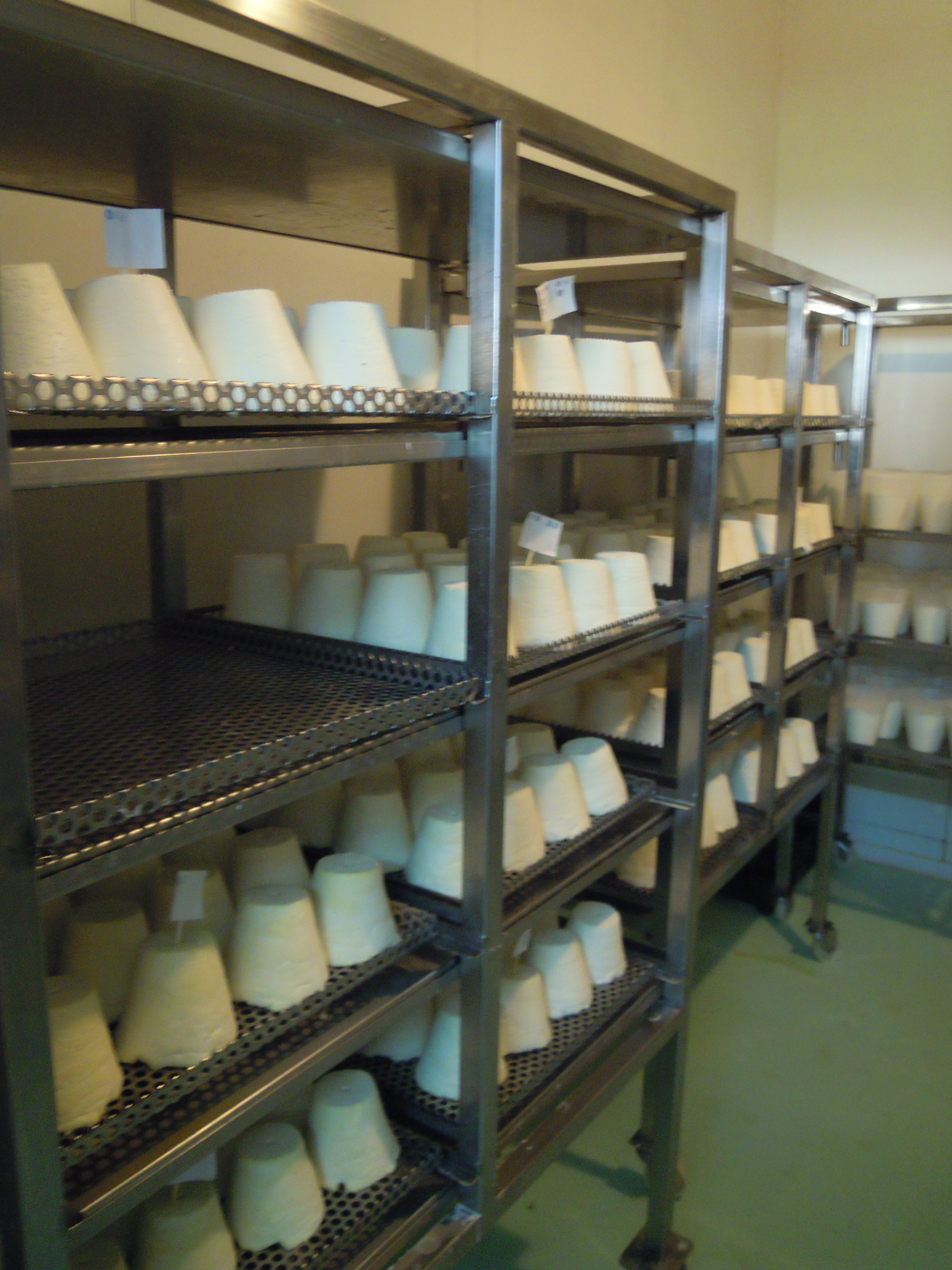
Reifung im Kühlraum

Für den Afuega'l Pitu wird nur Milch von gesunden Kühen der Rassen Frisona und Asturiana de los Valles sowie ihrer Kreuzungen miteinander verwendet. Die Milchkühe werden tagsüber in Herden auf der Weide gehalten und gegen Abend in den Stall getrieben, wo sie gemolken werden und über Nacht bis zum morgendlichen Melken bleiben. Als Zusatz zum abgeweideten Futter erhalten sie Grünfutter, Heu oder Silage aus eigenem Anbau der Betriebe. Bei schlechtem Wetter dürfen ausnahmsweise geringe Mengen Getreide- und Leguminosenkonzentrat zugefüttert werden.
Ein im 20. Jahrhundert entwickeltes Ferment mit speziellen Pilzkulturen zum Aufschließen pasteurisierter Milch bewirkt eine Textur und ein Mundgefühl, das weitgehend dem des Rohmilchkäses entspricht. Daneben bewirkt es die Entstehung von Diacetyl, das wesentlich zum Geschmack beiträgt. Die Milch wird unter Zugabe des Ferments, einer Starterkultur aus verschiedenen Stämmen von Lactococcus lactis und Leuconostoc citreum und einer sehr geringen Menge von 2 bis 5 Gramm Lab auf 100 kg Milch 15 bis 20 Stunden bei einer Temperatur von 22 bis 32 °C ruhen gelassen.
Der weiße, kegelstumpfförmige Atroncau blancu wird mit Schöpflöffeln in entsprechende perforierte Formen gegeben. Nach zwölf Stunden Abtropfen werden die Käse außen gesalzen und in kleinere Formen umgesetzt, worin sie weitere 12 Stunden abtropfen. Schließlich werden die Laibe aus den Formen genommen und zum endgültigen Abtropfen auf perforierte Unterlagen gestellt.
Die drei anderen Varianten werden gerührt. Dazu wird der Käsebruch in großen Behältern 24 Stunden lang auf Gaze abtropfen gelassen. Anschließend wird die Masse in einem Rührkessel mit Salz und gegebenenfalls Paprika vermischt. Die kegelstumpfförmigen Käse mit Paprika werden in konische Formen gefüllt, die kürbisförmigen in oben zusammengeschnürte Leinenbeutel gefüllt. Darin tropfen die Käse weitere 24 Stunden ab.
Die Reifung benötigt eine Temperatur von 4 bis 15 °C und eine Luftfeuchtigkeit von 75 bis 85 %. Sie dauert mindestens fünf und längstens 60 Tage. Nur wenn der Käse 60 Tage lang reift darf er aus Rohmilch hergestellt werden.

## Verzehr
Der optimale Zeitpunkt für den Verzehr liegt zwischen 15 und 30 Tagen nach der Herstellung. Ein großer Teil des Käses wird jedoch früher verzehrt.
Frischer weißer Afuega'l Pitu passt gut zu Konfitüre oder Honig. Zu den mit Paprika gewürzten Varianten passt ein trockener Sherry.